# بدنه دوچرخه

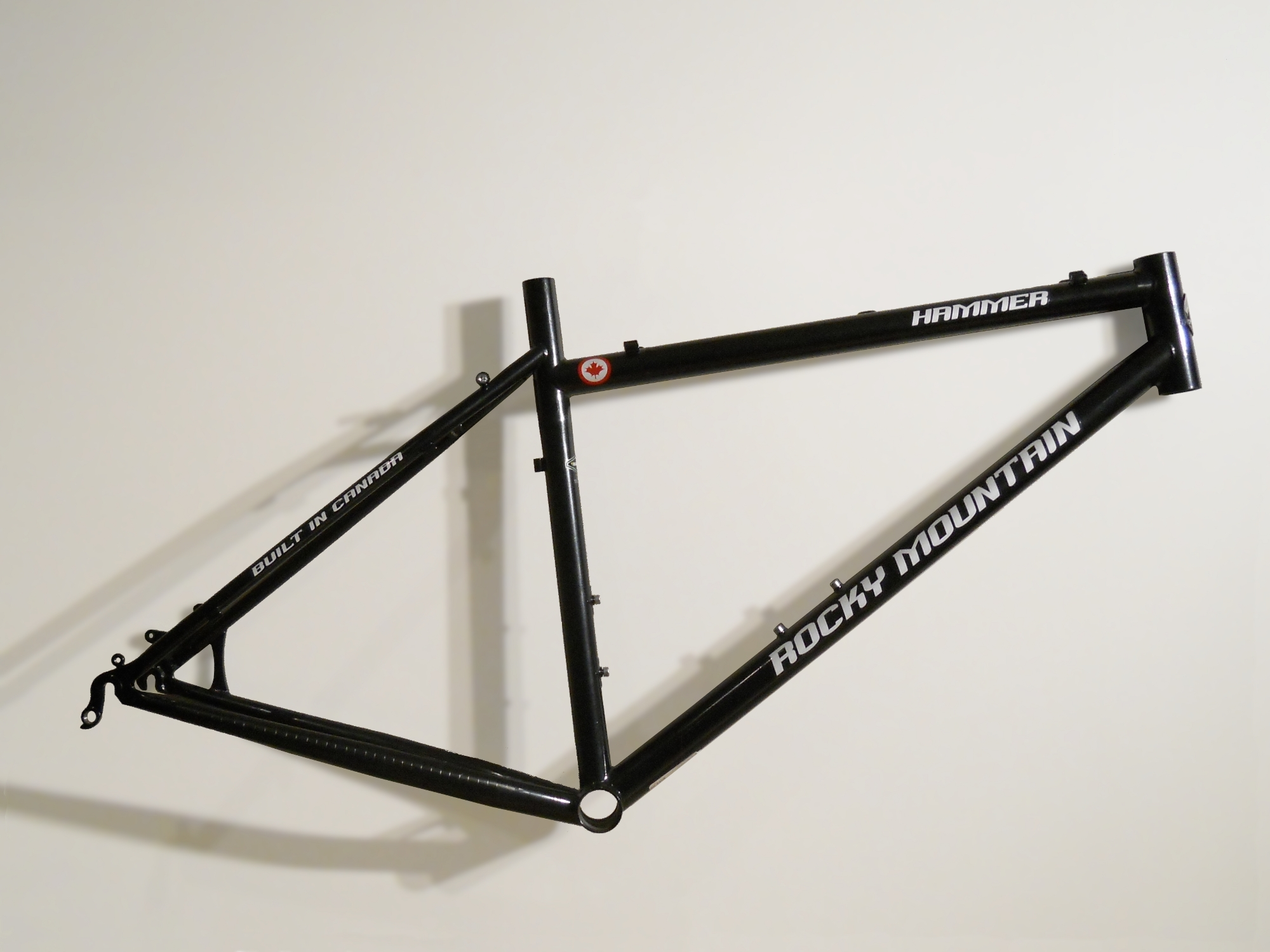
یک بدنه کوهستان هاردتیل از جنس فولاد

بدنه، تنه یا فریم قطعهٔ اصلی یک دوچرخه است که چرخ‌ها و دیگر قطعه‌ها روی آن نصب می‌شوند. شکل رایج و مدرن بدنه که برگرفته از طراحی دوچرخه‌های بی‌خطر است از دو مثلث تشکیل شده‌است: یک مثلث در جلو و دیگری در عقب دوچرخه.
بدنهٔ دوچرخه باید قوی، محکم و سبک باشند. تولیدکنندگان دوچرخه برای ساخت تنه‌ای با این مشخصات، از مواد و طراحی‌های مختلف استفاده می‌کنند. جنس تنهٔ دوچرخه‌های مدرن ممکن است از فولاد، آلومینیوم یا کربن، منیزیوم و تیتانیوم باشد.
ست بدنهٔ دوچرخه که معمولاً با بدنه دوچرخه ارائه می‌شود شامل تنه، دوشاخ، کاسه دوشاخ و لوله زین می‌شود.